# Soudjouk

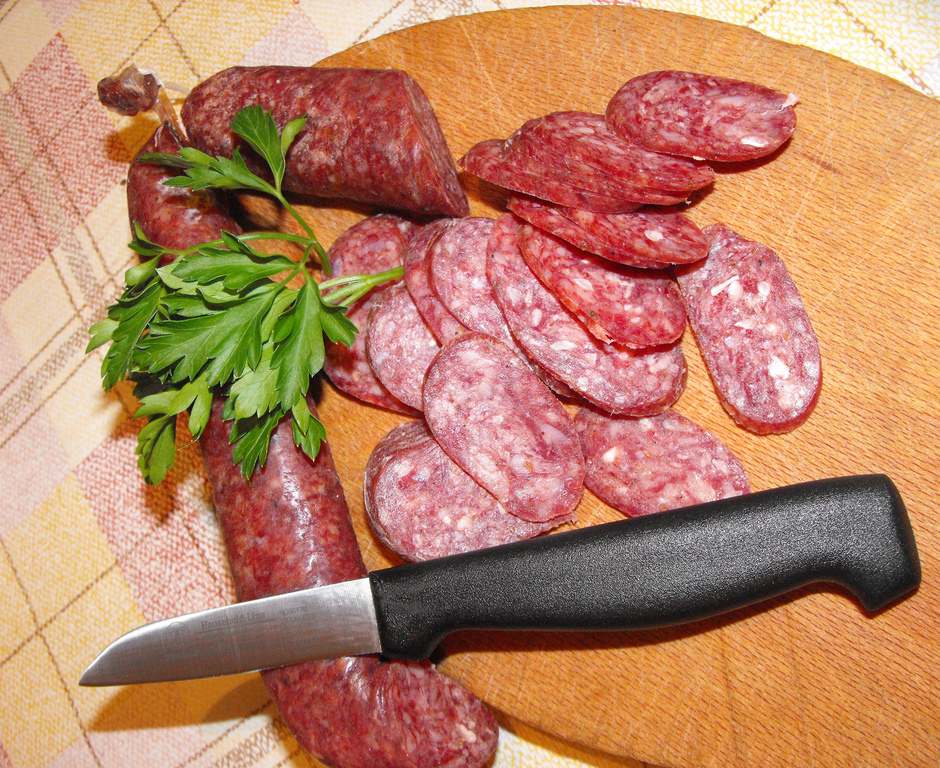
Soudjouk.

Le soudjouk ou soudjouq (en turc : sucuk; en bulgare : суджук ; en albanais : sugjuk/suxhuk ; en serbo-croate : sudžuk/суџук ; en arabe : سجق ; en grec moderne : σουτζούκι, soutzouki ; en kirghize : чучук ; en kazakh : шұжық ; en arménien : սուջուխ (soudjoukh) ou երշիկ (erchik) ; en kurde : benî ou sicûq) est une saucisse sèche épicée dont il existe de multiples variétés dans les pays balkaniques, au Moyen-Orient et jusqu'en Asie centrale.

## Composition
Le soudjouk est constitué principalement de viande hachée, de bœuf, de porc dans les pays non musulmans et de cheval en Asie centrale. Y sont ajoutées des épices, parmi lesquelles du cumin, du sumac, de l'ail, du sel, du piment rouge. Le tout est enrobé dans un boyau qu'on laisse sécher pendant plusieurs semaines.

## Galerie

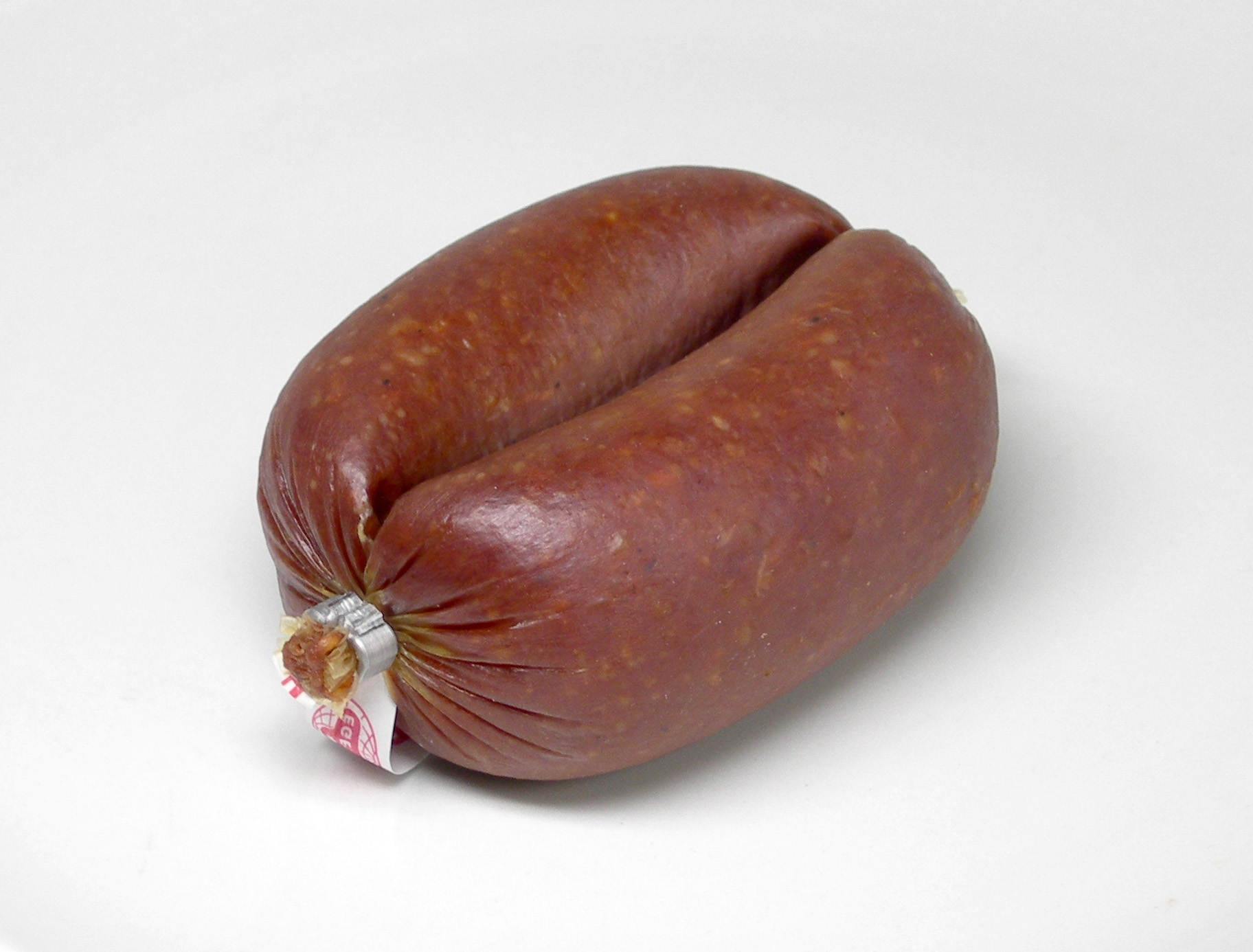
Le parmak sucuk, en Turquie.
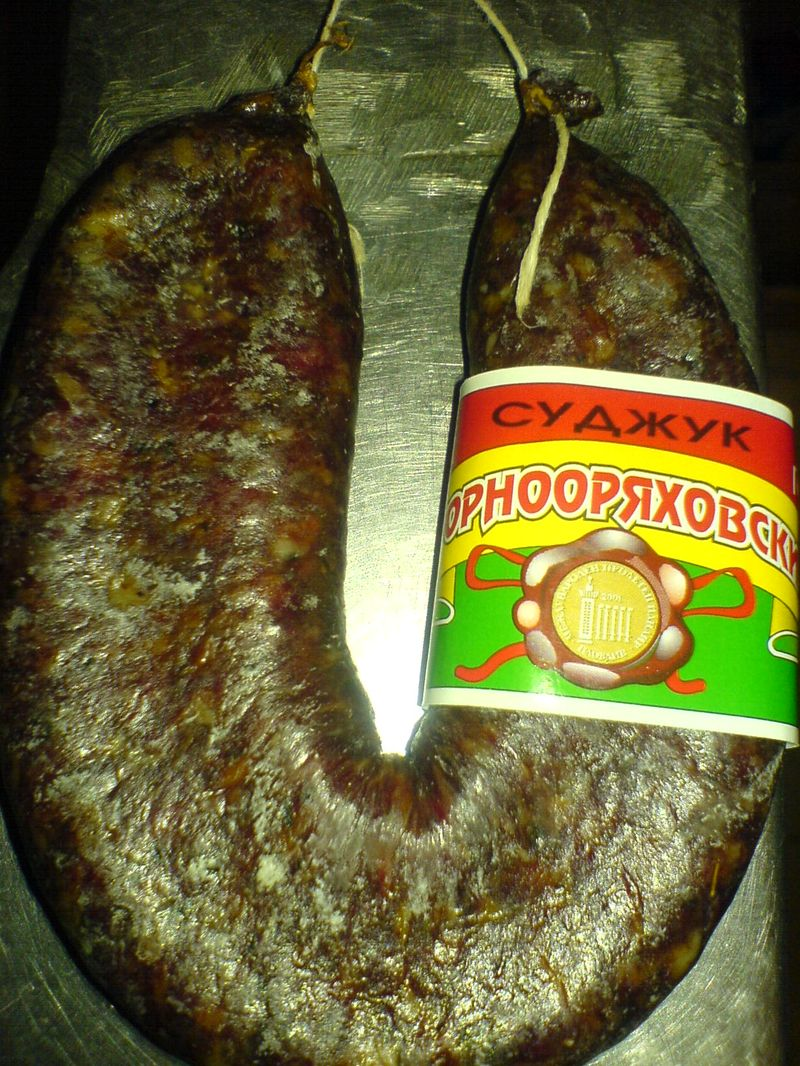
Soudjouk fait à Gorna Orjahovica, en Bulgarie.
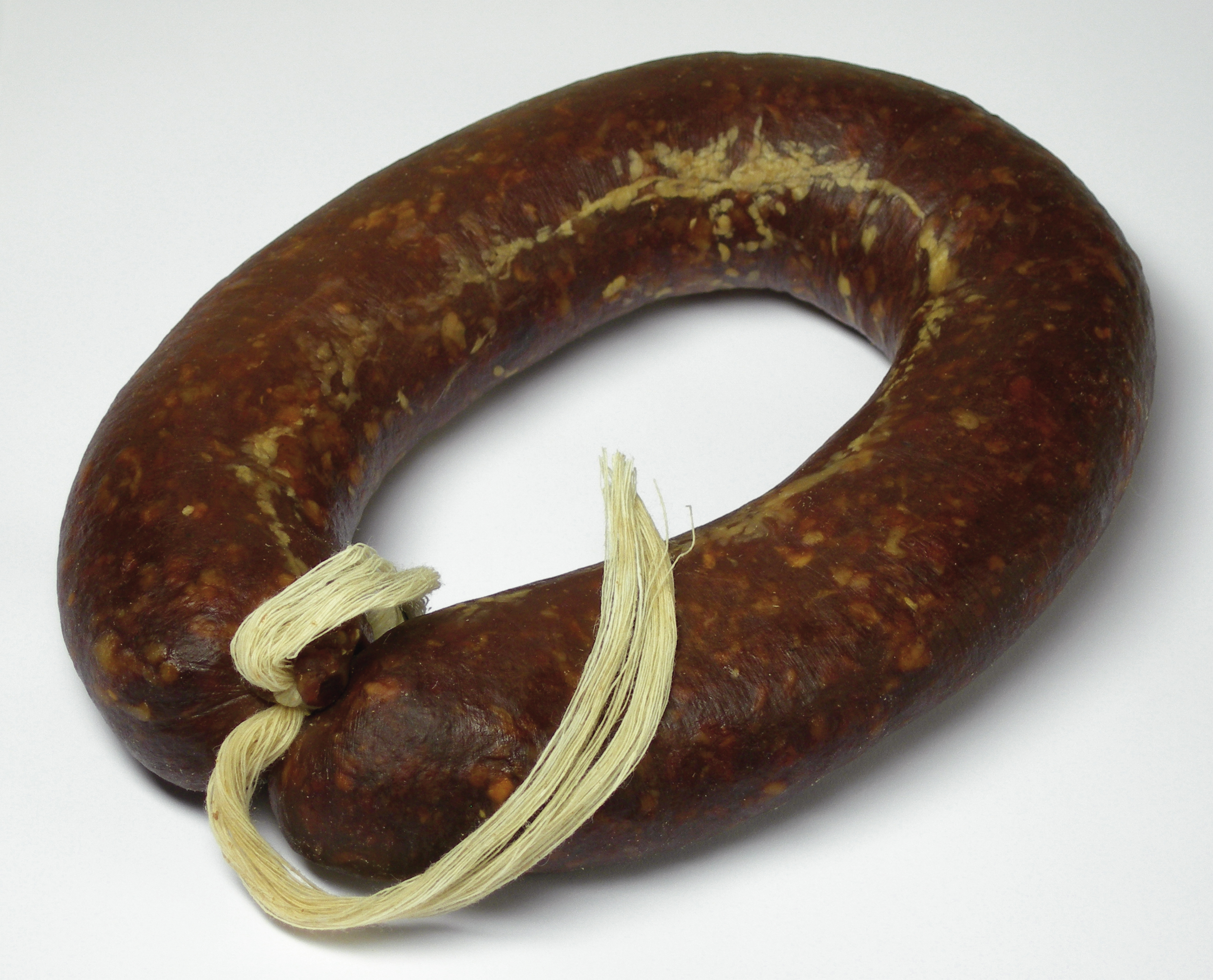
Soudjouk, en Turquie.
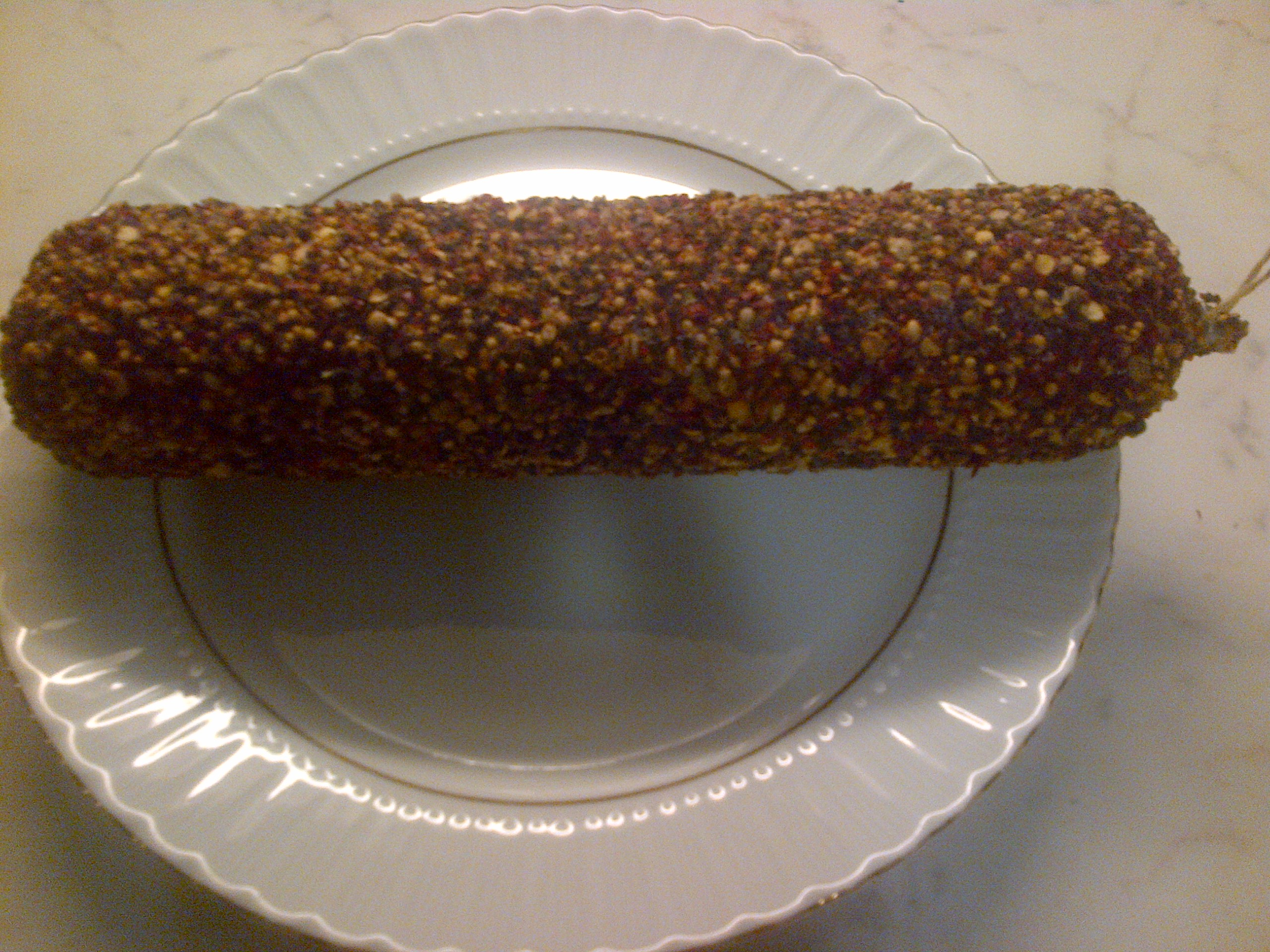
Un soudjouk spécial, de Kayseri, plus gros et couvert de poivre et d'autres épices.
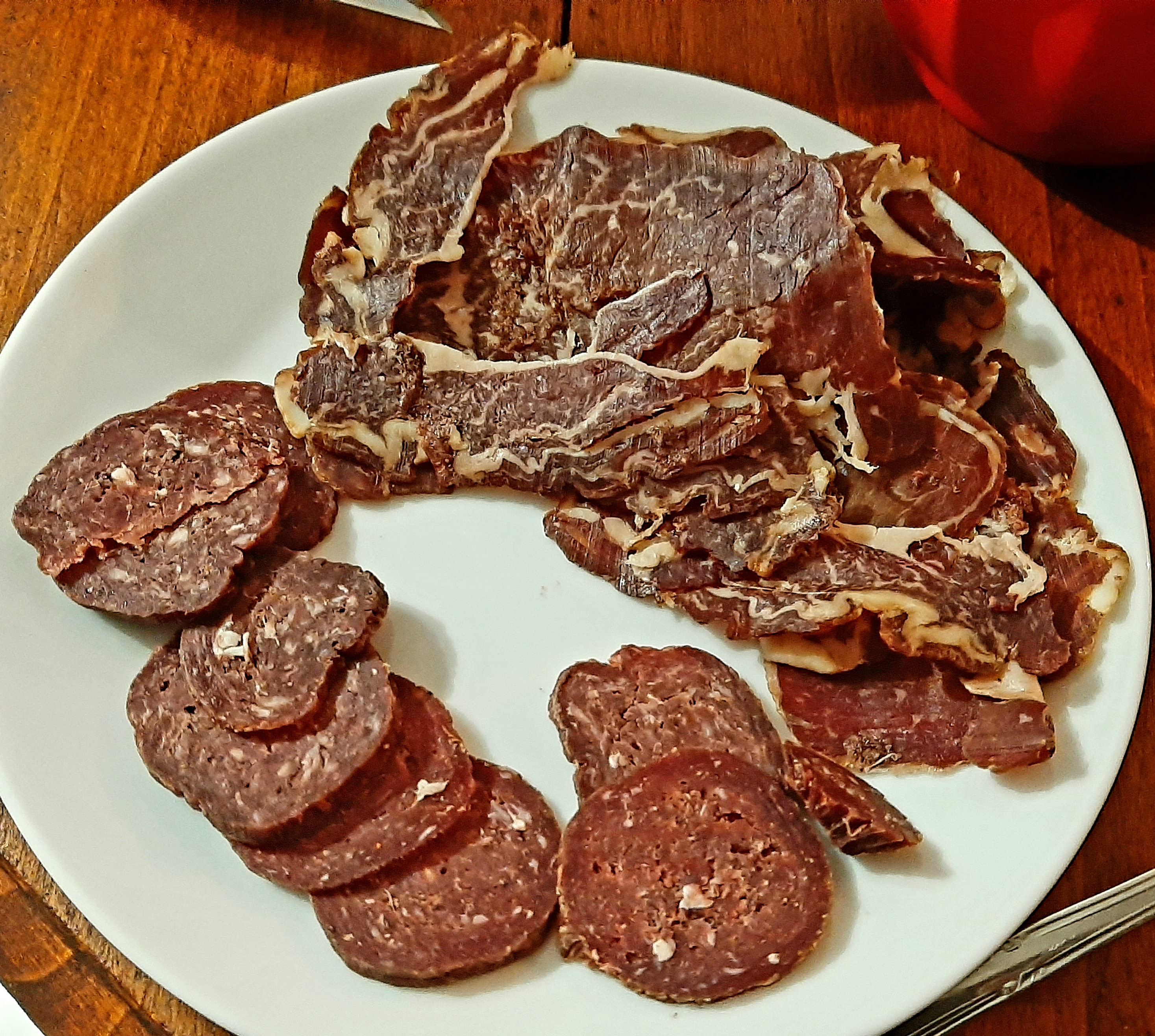
Tranches de soudjouk et bastourma arméniens.